# 蛤塘
蛤塘村（客家話拼音：khap2/kap7 tong2 或kap2/gap7 tong2）為香港北區之范氏客家村落，位於船灣郊野公園之東北山區地帶，有逾一百二十年之歷史文化，與鄰近的荔枝窩村、梅子林村、鎖羅盤、三椏、梅子林、小灘、牛池湖等同屬沙頭角十約中之第九約（慶春約）。蛤塘村處於近乎荒廢狀態，其內設有范氏宗祠，上有堂聯「高平世澤，長遠家聲」。
蛤塘村一帶現時已成為生態郊遊景點；尤其村中一棵「不文樹」，中間的樹洞神奇地有枝樹幹插著，成為獨特自然奇景。香港著名歌手區瑞強亦為蛤塘、荔枝窩、梅子林、鎖羅盆這處香港十大勝景之一作曲。

## 歷史
蛤塘先祖清代祖籍廣東清遠清溪，祖先經過寳安龍崗，後遷入今之蛤塘。遷入時村名取之桔塘，後化名為蛤塘。

## 名稱由來
遷入時村名取之桔塘，後化名為蛤塘。
蛤，客家話可以有幾個意思；漢語言中「蛤」大致上有弎個字義，「蛤蜊」（「蛤蠣」）——生活在近海泥沙之體外有雙殼軟體動物（蛤蚌）；「蛤蚧」以及「蛤蟆」（等於「蝦蟆」）。
由於蛤塘村距離位於海唇之荔枝窩村尚且較遠，蛤蠣為海濱泥沙中之小動物；因此蛤塘之蛤只有「蛤蟆」／「蛤蚧」（大壁虎／大守宮，熱帶與亞熱帶地區爬蟲類動物）／「青蛙」或者「蟾蜍」其中一或兩個字義，「塘」之客家話與今日中文字義一樣，故而可推論「蛤塘」為青蛙（甚至牛蛙）出沒之山塘（池塘），村內亦相信有類似蛤蚧之爬蟲類出沒，因為蛤塘村背有客家風水林及原生山林。

## 地理位置
蛤塘村村後有源自吊燈籠山頭（山坑）山澗，繞經蛤塘村口而注入荔枝窩。

## 历史
蛤塘村內之青磚樓房排列整齊，屋家內保存有較完整之木材家具，可與西貢北潭涌上窰民俗文物館（博物館）之展示家具相毗美，以及自五、六十年代以來見證香港工業歷史變遷之手工精美製成品、印刷品（包括六七十年代日曆、五六十年代之火水油燈、1981年1月之香港地方行政白皮書，以及皆為1981年之報紙、日曆，憑此可估計佢兜范氏客家鄉民於1981年遷移他方）。
蛤塘村由於沒有車輛可以駛入，因此村內沒有重大發展變化，如同邊境禁區內之蓮麻坑（祖籍：廣東陸豐四縣腔）古老客家建築群，得以更好地保存下來；例如村內傳統黃泥屋家、青磚民房（包括青磚瓦頂）、金字頂等等，予人進入清末民初境地之感覺。直到最近村內方有水電供應恢復。
客家人較為重視家庭倫理與氏族團結，所以其等於農曆新年期間，不計較蛤塘村之可達度以及偏僻程度，皆願意由（從）市區、新界墟市、英國、荷蘭等地之范氏客家原居民即會返到蛤塘村慶賀新春佳節，然後才在假日過後返回佢丁人之移居地繼續事業；每逢節日蛤塘村都會有遷居他鄉或市區之村民回來掛紙。2004年寒冬，曾有移居英倫之村民回來為進行整頓該偏遠老村舊室、重立范氏宗祠。

位於中英街花園之九廣鐵路局沙頭角支綫舊火車陳列旁邊之信箱乃蛤塘居民接收信件要處。
2019年5月28日，斷電近40年的沙頭角梅子林及蛤塘重新有電力供應。兩村今日舉行通電儀式，一眾嘉賓包括環境局局長黃錦星、鄉郊基金會主席林超英等。

## 村代表
- 范富財（原居民）

## 交通
由於蛤塘、梅子林、荔枝窩、鎖羅盤（鎖腦盤）、榕樹凹、谷埔、鳳坑（風坑）、三椏、三椏涌、犁頭石、上下苗田村（沙頭角船灣郊野公園內之葉氏客家原居民村落）、牛屎湖、烏洲塘村／戶洲塘（沙頭角印洲塘以南海邊，客家荒廢村落）、九擔租（九担租）這一系列環船灣郊野公園之客家原居民村落未有馬路前往，前往墟市、九龍、新界將軍澳、香港島極度不便。
蛤塘鄉民遇上緊急傷病痛之時難以前往公立醫院求診，政府飛行服務隊直昇機亦難以停靠於這系列慶春約村落之空地，導致接送傷病者相當費時費力。行山人士及郊遊人士、原居民在上述村落及相關郊野公園地帶難以透過手提電話聯絡外界或者進行求救（只插有香港本地電話卡者），甚至出現訊號自動轉駁到內地電訊公司情況（使用中港兩地漫遊卡者，或者插有只能在中國內地及沿深圳河、后海灣海濱（包括深圳灣口岸）、藍塘海峽及擔桿列島地帶使用之手提電話插卡），沿小徑亦未有安裝全天氤緊急求助通訊設備。
由大埔墟站出發：乘假日路線275R或小巴20R線（注意小巴班次每小時一班）到烏蛟騰村落車，然後經過三條行山路線前往蛤塘村：
- 經過上、下苗田、三椏涌營地與三椏村（行下路，經過較多林蔭地帶）
- 經過犁頭石村與三椏村，（行上路，經過開揚多草山徑，犁頭石村為古老客家村落，古屋家手工精緻，有參天樹木）
- 經過烏蛟騰田心村、亞媽笏村（客家李氏），部分烏蛟騰郊遊徑路段、糞箕托（又名「芬箕托」；「糞箕」為客家話＝畚箕）之西北及北邊，分水凹前往之。

由粉嶺站出發：
- 乘56K小巴往鹿頸（鹿頸路與新娘潭路交界），於總站下車後沿降下坳燒烤場進入烏蛟騰郊遊徑，經荔枝窩、梅子林兩村進入，步程約2.5至3小時，全程攀山越嶺。[5]
- 乘九巴78K前往沙頭角，於鹽灶下（沙頭角公路近鹿頸路）下車轉乘56K小巴（或步行大約四十分鐘到鹿頸村），經烏蛟騰郊遊徑、荔枝窩、梅子林兩村進入。[6]

由上水站出發：先乘78K前往沙頭角，於鹽灶下轉乘56K小巴，經烏蛟騰郊遊徑、荔枝窩、梅子林兩村進入。
由沙頭角公眾碼頭（禁區）出發：九巴78K以沙頭角墟順隆街為終點站，巴士總站左旁為長條型沙頭角公眾碼頭乘搭街渡前往荔枝窩村，然後穿過該村落後依照指示前往於山上之蛤塘村。
由馬料水出發：逢星期六，日及公眾假期在馬料水乘搭街渡（聲威船務）到達荔枝窩，然後步行前往。